# Sorpa
Sorpa é a versão cossaca do caldo de carne e muitas vezes servido como primeiro prato. Tradicionalmente, esta sopa é feita com carne de carneiro, mas surgiram muitas variantes, uma das quais é o balyk sorpa, um caldo de peixe com cenoura, batata, louro e outros condimentos; a sorpa pode ainda ser engrossada com arroz e katyk (uma espécie de iogurte), com farinha de milho e servida com verduras e pão (taba-nan).
A iguaria é comum, não só na Ásia Central e na Índia, como na Turquia, nos Balcãs e no Norte de África, pronunciada ou escrita chorba, shurpa (sopa de carne de carneiro e vegetais na Rússia, Usbequistão e Tajiquistão), ciorba (na Romênia)  Uma sopa popular na Argélia é a shorba baidha, ou “sopa branca”;  a shorba libiya é uma sopa de carneiro e grão-de-bico da Líbia. 